# Ira Berlin

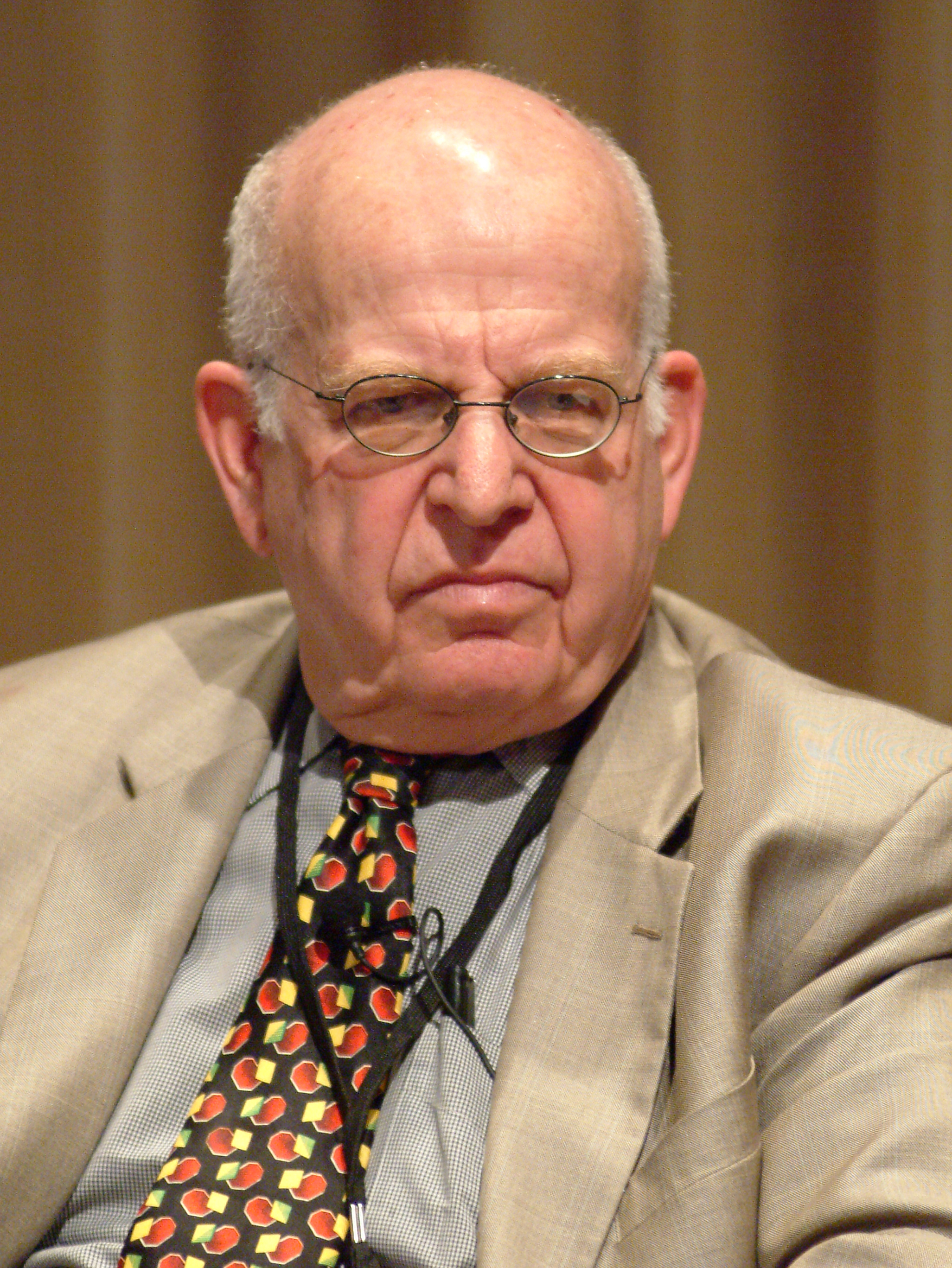
Ira Berlin, 2008

Ira Berlin (* 27. Mai 1941 in Queens, New York; † 5. Juni 2018) war ein US-amerikanischer Historiker, der insbesondere durch Forschungsarbeiten zur Geschichte der Sklaverei in den Vereinigten Staaten bekannt wurde.

## Leben
Ira Berlin ging in New York zur Schule und studierte anschließend an der University of Wisconsin, die er 1970 mit der Promotion abschloss. Er lehrte an der University of Maryland und war 2002/2003 Präsident der Organization of American Historians. 2004 wurde er in die American Academy of Arts and Sciences aufgenommen.
Berlins Forschungsgebiet war die Geschichte der Vereinigten Staaten und der Atlantischen Welt im 18. und 19. Jahrhundert, besonders die Geschichte der Sklaverei. Sein erstes Buch zu diesem Thema – Slaves Without Masters: The Free Negro in the Antebellum South (1975) – wurde mit dem Best First Book der Organization of American Historians ausgezeichnet. Von besonderem Interesse war für Berlin die kulturelle Uneinheitlichkeit und Vielfalt des afroamerikanischen Lebens unter der Sklaverei, die deutlich hervortritt, sobald regionale und zeitliche Unterschiede berücksichtigt werden. Im Mittelpunkt von Berlins Buch Many Thousands Gone (1998) stehen darum vier Regionen, in denen die Geschichte der Sklaverei jeweils deutlich unterschiedlich verlaufen ist: die Chesapeake-Region, das Tiefland von South Carolina und Georgia, das Untere Mississippi-Tal und der Norden. Um die Entwicklung der Sklaverei in diesen Regionen zu beschreiben, unterschied Berlin verschiedene Sklaven-Generationen (Charter-Generationen, Plantagen-Generationen, Revolutions-Generationen, Migrations-Generationen), die sich voneinander jeweils markant unterscheiden. In seinem 2003 veröffentlichten Buch Generations of Captivity, das mehrere Preise erhielt, setzte er diese Analyse fort.

## Schriften (Auswahl)
- Slaves without Masters: The Free Negro in the Antebellum South, New Press, Neuauflage 2007, ISBN 1595581731
- Many Thousands Gone: The First Two Centuries of Slavery in North America, Belknap Press, Neuauflage 2000, ISBN 0674002113; ausgezeichnet 1999 mit dem Bancroft-Preis[2]
- Families and Freedom: A Documentary History of African-American Kinship in the Civil War Era, New Press, 1998, ISBN 1565844408
- Generations of Captivity: A History of African-American Slaves, Cambridge, London: The Belknap Press of Harvard University Press, 2003, ISBN 0-674-01061-2; ausgezeichnet u. a. mit dem Anisfield-Wolf Book Award